# Andrea Moda S921
Moda S921 — болид Формулы-1, построенный фирмой Simtek для команды Andrea Moda и принимавший участие в чемпионате 1992 года.

## История

Перри Маккарти за рулём Moda S921 на Гран-при Сан-Марино 1992 года.

В 1990 году фирма Simtek получила задание на проектирование автомобиля Формулы-1 для компании BMW. Позже немецкий автогигант отказался от своих планов, однако на основе этих разработок Ник Вирт построил в 1992 году шасси для другого клиента. Подвергнутое модернизации и оснащённое мотором Judd V10 шасси, приобрела команда Andrea Moda Formula.
Пилотами стали Роберто Морено и Перри Маккарти. Дебют шасси, получившего название Moda S921, пришёлся на третий этап сезона - Гран-при Бразилии. За девять этапов только Морено удалось вывести один раз болид на старт гонки. В итоге команда прекратила своё существование из-за финансовых проблем ещё за четыре этапа до окончания Чемпионата мира.

## Результаты выступлений в гонках
| Год  | Шасси | Двигатель       | Шины | N° | Пилоты   | 1   | 2   | 3    | 4    | 5    | 6    | 7    | 8   | 9    | 10   | 11   | 12  | 13  | 14  | 15  | 16  | Место | Очки |
| ---- | ----- | --------------- | ---- | -- | -------- | --- | --- | ---- | ---- | ---- | ---- | ---- | --- | ---- | ---- | ---- | --- | --- | --- | --- | --- | ----- | ---- |
| 1992 | S921  | Judd GV 3,5 V10 | G    |    |          | ЮАР | МЕК | БРА  | ИСП  | САН  | МОН  | КАН  | ФРА | ВЕЛ  | ГЕР  | ВЕН  | БЕЛ | ИТА | ПОР | ЯПО | АВС | НКЛ   | 0    |
| 1992 | S921  | Judd GV 3,5 V10 | G    | 34 | Морено   |     |     | НПКВ | НПКВ | НПКВ | Сход | НПКВ |     | НПКВ | НПКВ | НКВ  | НКВ |     |     |     |     | НКЛ   | 0    |
| 1992 | S921  | Judd GV 3,5 V10 | G    | 35 | Маккарти |     |     |      | НПКВ | НПКВ | НПКВ | НПКВ |     | НПКВ | ИСК  | НПКВ | НКВ |     |     |     |     | НКЛ   | 0    |

| Легенда к таблице |                                                                    |
| --- | ------------------------------------------------------------------ |
| В таблице перечислены результаты всех Гран-при Формулы-1, в которых использовался автомобиль. Строками таблицы являются сезоны, столбцами — этапы чемпионата мира. В каждой клетке указаны сокращённое название этапа и результат, дополнительно обозначенный цветом. Расшифровка обозначений и цветов представлена в нижеследующей таблице. |                                                                    |
| \| Пример \| Описание \| \| ------------ \| ------------------------------------------------------------------ \| \| 1 \| Победитель \| \| 2 \| Второе место \| \| 3 \| Третье место \| \| 5 \| Финишировал, заработав очки \| \| Сход \| Не финишировал, но при этом заработал очки \| \| 12 \| Финишировал, не получив очков \| \| НКЛ \| Финишировал, но не попал в финальную классификацию \| \| 15 \| Участвовал вне зачёта, либо по отдельной классификации \| \| 18 \| Не финишировал, но попал в финальную классификацию \| \| Сход \| Не финишировал \| \| НКВ \| Не прошёл квалификацию \| \| НПКВ \| Не прошёл предквалификацию \| \| ДСК \| Дисквалифицирован \| \| ИСК \| Исключён из протокола соревнований \| \| ТТ \| Заявлен для участия только в тренировках \| \| НС \| Участвовал в квалификации, но не стартовал в гонке \| \| Т \| Травмирован или болен \| \| ОТК \| Отказ от участия \| \| НТР \| Прибыл на соревнования, но на трассу не выезжал \| \| НПР \| Был заявлен в числе участников, но не прибыл к началу соревнований \| \| О \| Соревнования отменены \| \| \| Не участвовал \| \| Поул-позиция \| \| \| Быстрый круг \| \| |                                                                    |
| Пример | Описание                                                           |
| 1 | Победитель                                                         |
| 2 | Второе место                                                       |
| 3 | Третье место                                                       |
| 5 | Финишировал, заработав очки                                        |
| Сход | Не финишировал, но при этом заработал очки                         |
| 12 | Финишировал, не получив очков                                      |
| НКЛ | Финишировал, но не попал в финальную классификацию                 |
| 15 | Участвовал вне зачёта, либо по отдельной классификации             |
| 18 | Не финишировал, но попал в финальную классификацию                 |
| Сход | Не финишировал                                                     |
| НКВ | Не прошёл квалификацию                                             |
| НПКВ | Не прошёл предквалификацию                                         |
| ДСК | Дисквалифицирован                                                  |
| ИСК | Исключён из протокола соревнований                                 |
| ТТ | Заявлен для участия только в тренировках                           |
| НС | Участвовал в квалификации, но не стартовал в гонке                 |
| Т | Травмирован или болен                                              |
| ОТК | Отказ от участия                                                   |
| НТР | Прибыл на соревнования, но на трассу не выезжал                    |
| НПР | Был заявлен в числе участников, но не прибыл к началу соревнований |
| О | Соревнования отменены                                              |
| | Не участвовал                                                      |
| Поул-позиция |                                                                    |
| Быстрый круг |                                                                    |